# おでん

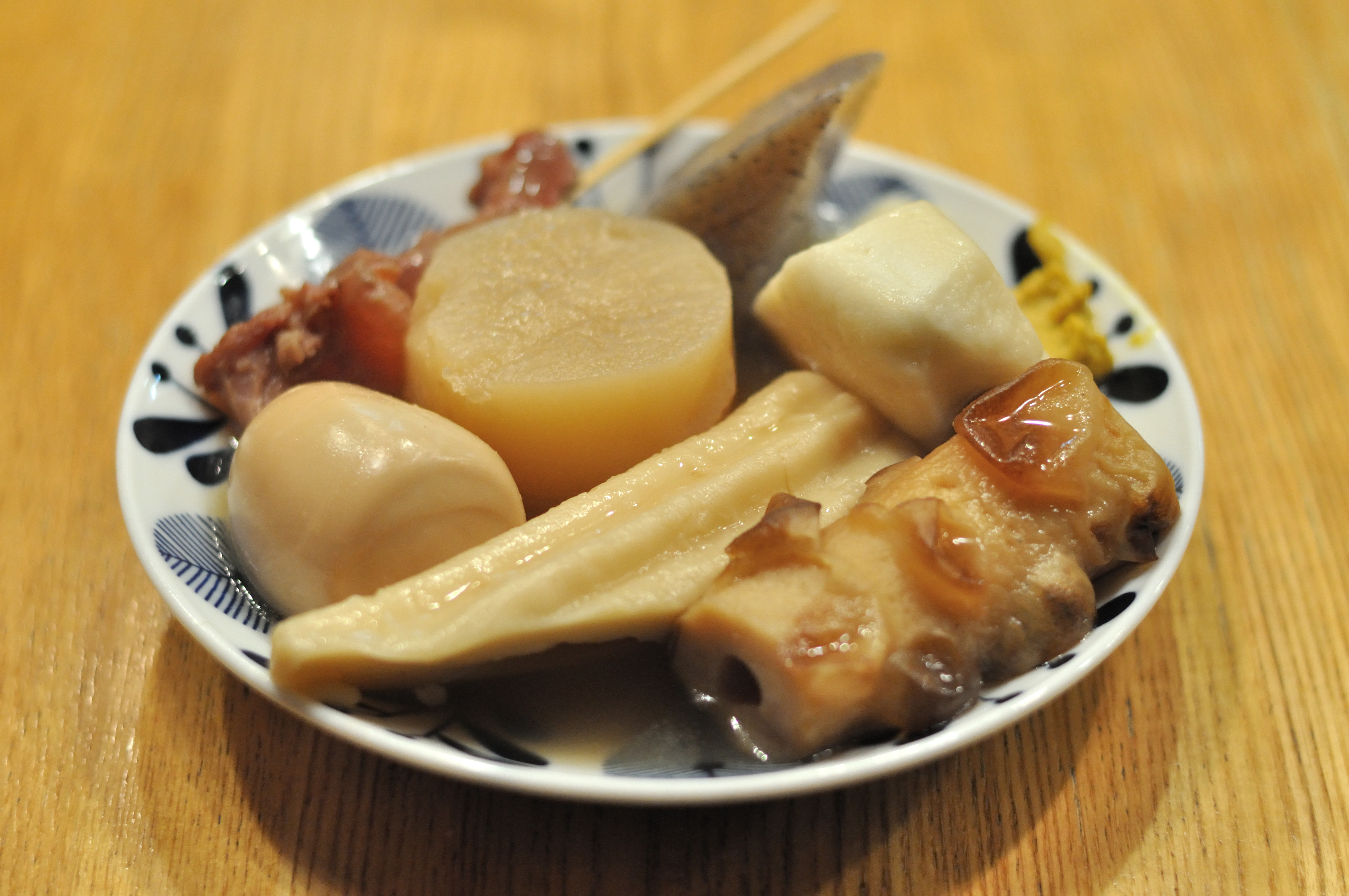
おでん盛り合わせ

おでんは、日本料理の煮物の一種である。鍋料理にも分類される。鰹節と昆布でとった出汁（だし）に味を付け、種と呼ばれる様々な具材を入れて長時間煮込む。おでん種としては、薩摩揚げ、はんぺん、焼きちくわ、つみれ、こんにゃく、大根、芋、がんもどき、牛すじ、ゆで卵、厚揚げなどがある。おでん種、つけだれの種類は地域や家庭によって異なる。
「おでん」は元々、田楽を意味する女房言葉である。田楽、もしくは味噌田楽は室町時代に出現した料理で、種を串刺しにして焼いた「焼き田楽」のほか、種を茹でた「煮込み田楽」があった。江戸時代になって「おでん」は「煮込み田楽」を指すようになり、「田楽」は「焼き田楽」を指すようになった（「味噌田楽」も参照）。
素材にもよるが、前処理として下茹でや油抜きなどした上で、つゆに様々なおでん種を入れて調理を行う。地域や店により種やつゆの違いも大きく、子供が買うような駄菓子屋から、屋台、専門店、コンビニエンスストア、比較的立派な日本料理店のメニューにまで、広く扱われている。家庭でも調理でき、家庭料理を扱う料理本にもしばしば作り方が書いてある。また、テレビの料理番組や旅番組などで紹介されることもある。

## 歴史
「おでん」は豆腐料理「田楽」の異称であり、14世紀にはこの文字が見られる。江戸時代、江戸では味噌田楽が庶民に親しまれ、直方体の豆腐を串に刺したものを焼いてから味噌を付けて食べるものが江戸名物となっていた。1782年には『豆腐百珍』が発行され、豆腐田楽が絵図に記載されている。
『平凡社大百科事典』第三巻（1943年）によれば菜飯に田楽を添えて提供する「菜飯田楽」は寛永の頃から流行を始め、まもなくこんにゃくの田楽が登場し、これがオデンの略称で呼ばれるようになったとする。『浪花の風』によれば「この地（上方）にても、蒟蒻の田楽をおしなべておでんと呼ぶ」とある。この頃のこんにゃくおでんは味噌田楽であったが、菜飯田楽の流行から煮込みのこんにゃくがつくられ「煮込みおでん」と言われたものが、むしろこちらが名前を奪い煮込み野菜類にハンペンや信太巻なども加えて広くおでんと呼ばれるようになったとする。1837年頃の 『守貞謾稿』には、「上燗おでん」という振り売りがあり「酒燗と蒟蒻の田楽であり、江戸のものは芋の田楽も売る」と紹介されている。
江戸時代初期、江戸の市場に入津する醤油の多くは上方からのものであり、享保期の調査によれば70%以上が上方のものであった。これが1800年代に入ると江戸市場周辺の地廻り経済圏から供給される醤油の比率が高まり、幕末の1856年には上方醤油は5.6%となった。元禄期に銚子で始まった醤油醸造は、やがて江戸経済圏の発展とともに香りと味の良い醤油を盛んに供給するようになり、削り節に醤油や砂糖、みりんを入れた甘い汁で煮込んだ「おでん」が作られるようになった。外食産業が盛んであった江戸では、「おでん燗酒、甘いと辛い、あんばいよしよし」の掛け声で売る「おでん かんざけ」と書いたのれんを掲げたおでんの振売や屋台が流行した。この頃には、ハンペンも種として使用されるようになった。江戸では鰹節の削り節が利用されるようになっていて、昆布と合わせて出汁とされた。日本橋室町界隈は魚河岸（市場）が近く、その後に移転した築地市場周辺にかけて、創業元禄元年（1668年）の老舗が存在している。
上方では、田楽が「お座敷おでん」として客座敷に出されるようになったが、種を昆布出汁の中で温めて甘味噌をつけて食べる「焼かない田楽」と区別するために「関東炊き／関東煮」（かんとだき）と呼んだ。その後、関東煮は昆布やクジラ、牛すじなどで出汁をとったり、淡口醤油を用いたりと、関西風のアレンジが加えられていった。これを「関西炊」と呼ぶ人もいる。大坂の天満ではタコを甘辛く煮たものが人気となっておりこれを「関東煮」と呼んでおり、おでんに対する関東煮の語源については「かんとうふ煮」説や中国広東の煮込み料理に由来する「広東煮」説もある が定かではない。
一説には関東煮は当時「改良おでん」とも呼ばれ、東京・本郷の「呑喜」主人が1887年に西洋料理のスープを活かし、汁気のなかった従来のおでんをたっぷりのつゆで煮たことが始まりともいう。1937年（昭和12年）発行の大日本帝国陸軍調理教本『軍隊調理法』では、がんもどき、こんにゃく、大根、里芋、ちくわぶを、削り節・醤油・砂糖のダシで調理するおでんが「関東煮」と表記されており、田楽とは別となっていた。
明治時代の東京においても「おでん茶飯」の屋台が人気であったが、大正時代の関東大震災（1923年）で大きな被害を受けた。震災の復興過程において関西から関東へ職人の行き来があり、関西風の「関東煮」が関東に逆輸入され、それまで関東では使用されなかった味付けやおでん種が広がる事になった。これにより現在の東京の老舗おでん店の一部には関西風の薄味を店の味とする例がある。1943年刊行の『平凡社大百科事典』では「蒟蒻の田楽及び煮込の蒟蒻類の名」としており、この当時はこんにゃくに重点があったものと考えられる。第二次世界大戦後の闇市では「うどんやカストリ、おでん」を売っていると『日本食物史』には記述されている。
あらかじめ煮込んでおけば提供できるおでんは、日本全国に広がり、屋台や居酒屋、駄菓子屋などで親しまれて家庭料理の定番メニューともなっていった。さらに、1980年代から全国に広がったコンビニエンスストアで冬期限定商品として扱うようになり、さらに一年中食べられるように変化して、より身近な存在となったが、コンビニおでんは衛生面での問題が指摘され、COVID-19の影響や食品ロスの問題により、什器で販売する形式からレトルトパウチの製品へ転換されたり、加盟店に取り扱わないことを認めて売り場が縮小されたりしている。

## 提供・販売形態

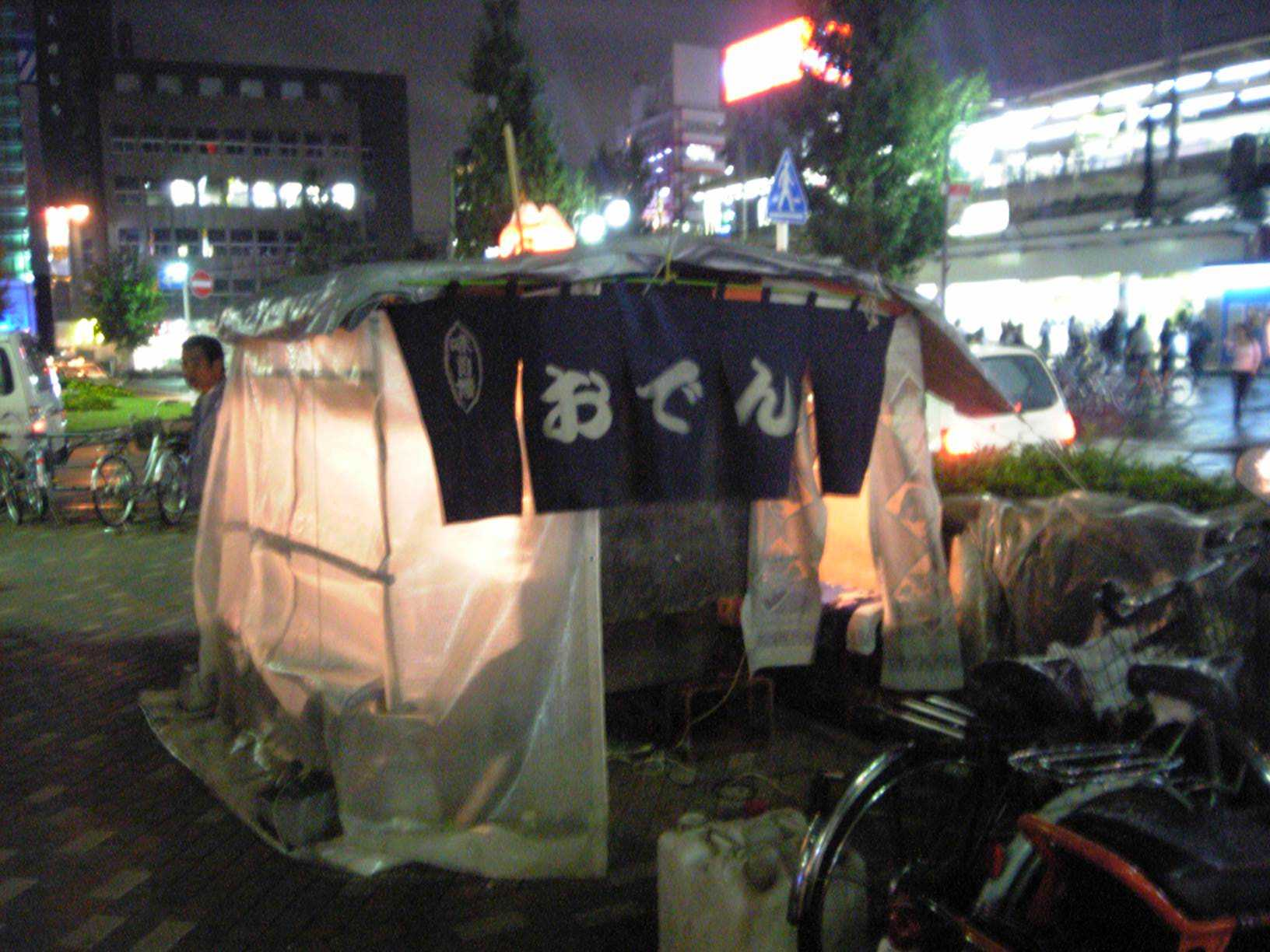
おでんの屋台

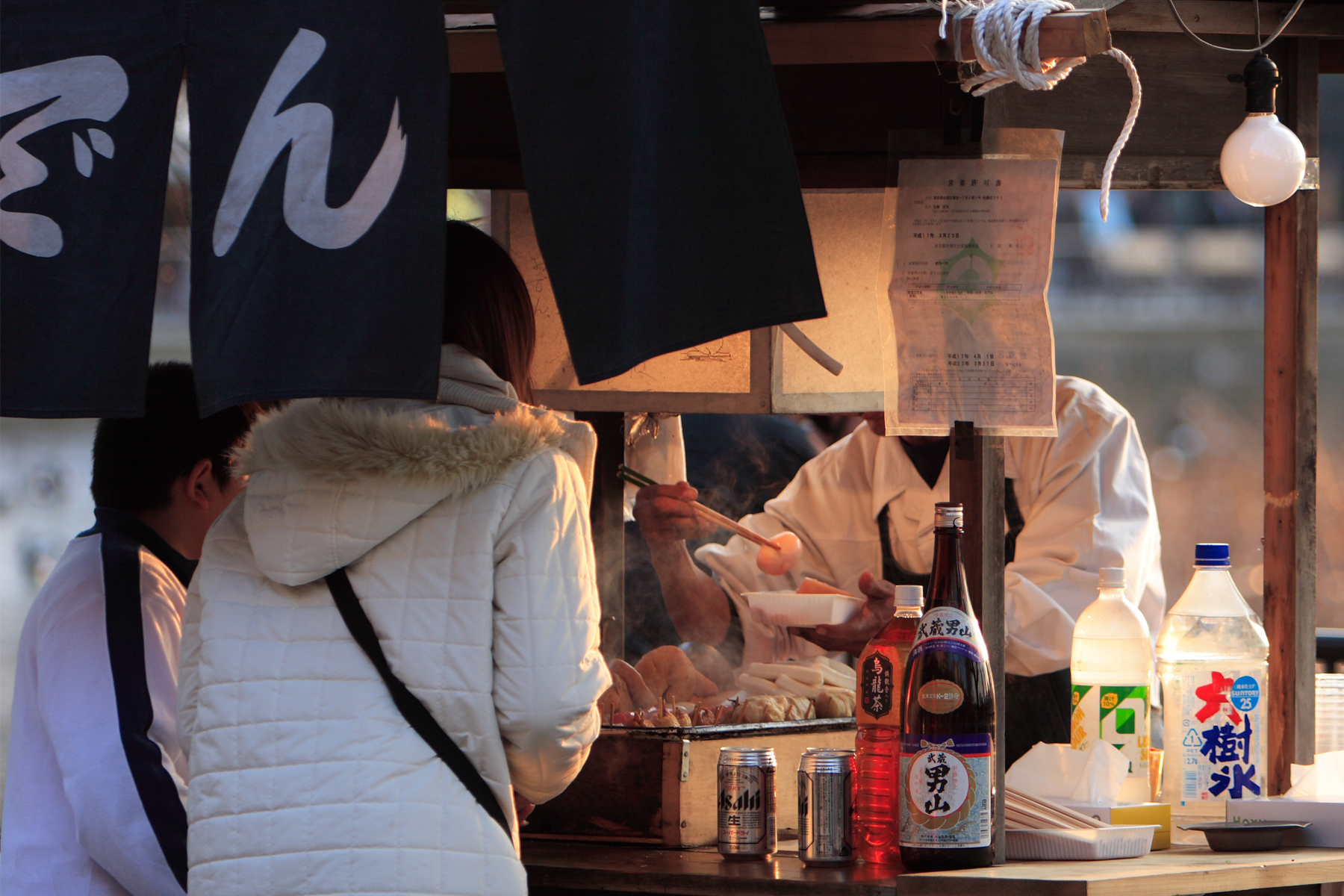
おでんの屋台

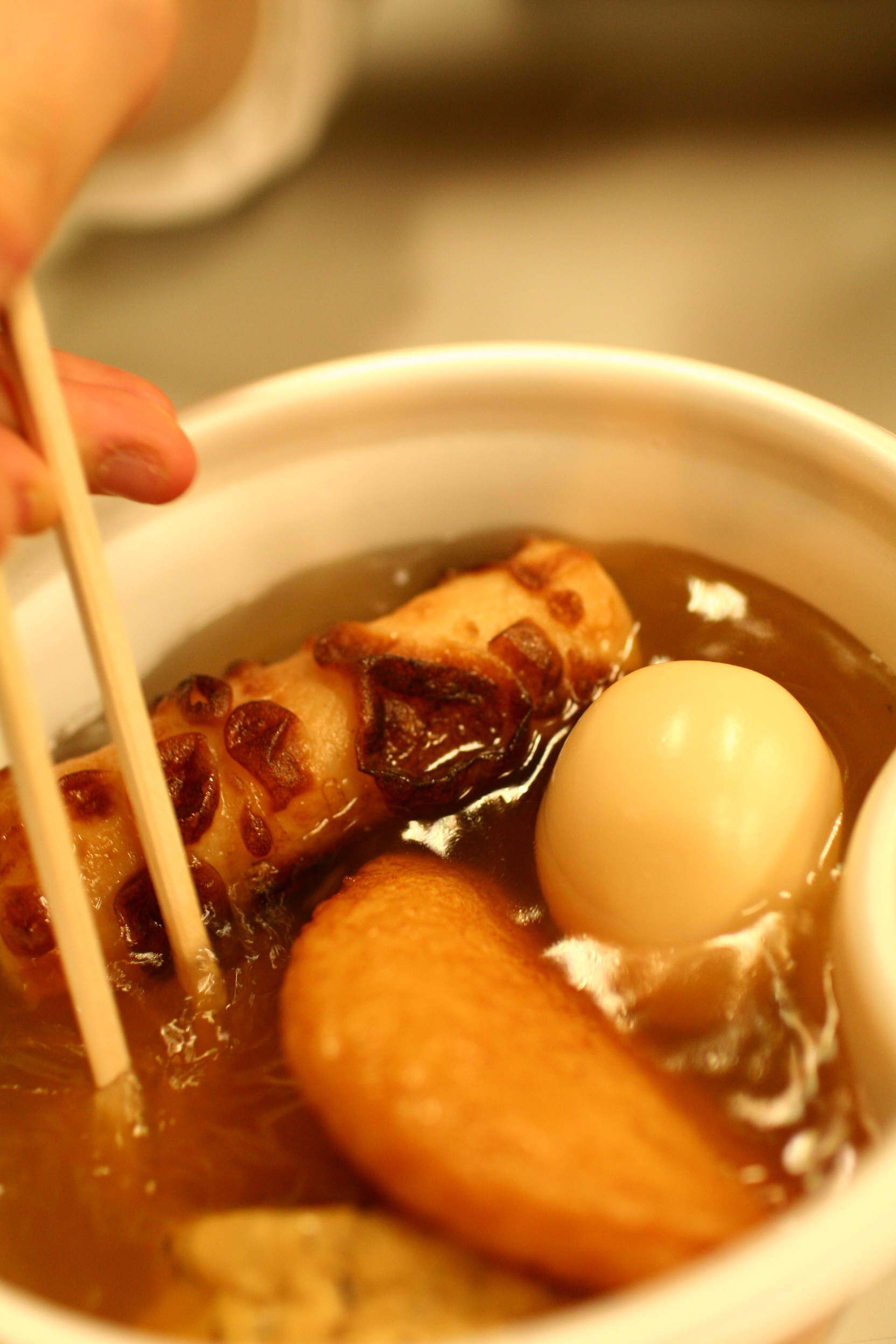
テイクアウトのおでん

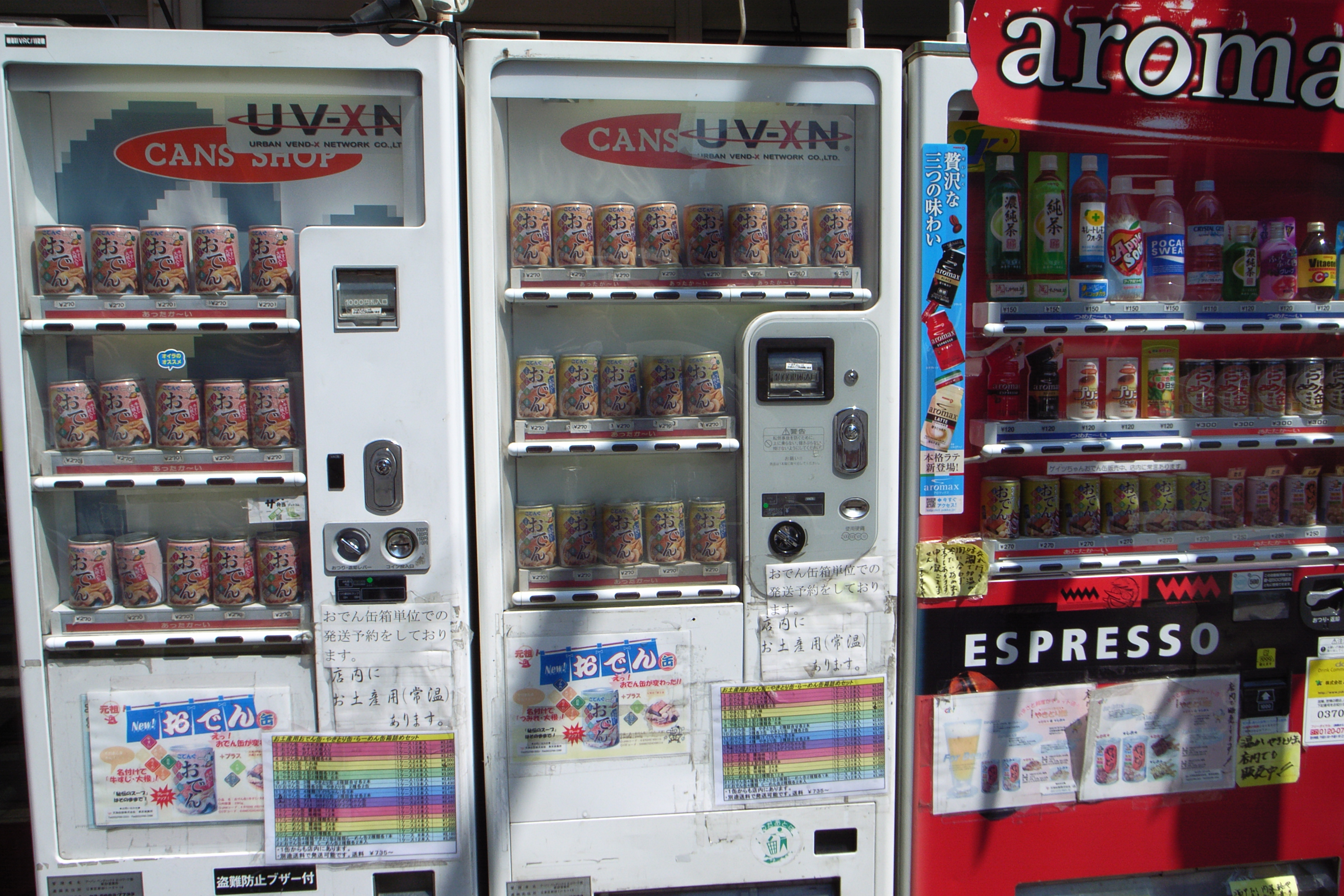
東京の秋葉原にあったおでん缶詰の自動販売機

江戸時代の振売
江戸や上方では「上燗おでん」という名称での振売が流行した。
おでん屋
「おでん屋」と称される小さな一杯飲み屋の店舗で酒の肴として供されていることが多い。
業務用おでん鍋の多くは四角形で内部は具材ごとに入れることができるよう間仕切りが設けられており、熱源としてはガス式（直火式あるいは湯煎式）と電気式がある。
屋台
かつては、屋台の「おでん屋」が夜になると町中に店を出して酔客の憩いの場となっていたが、1980年代以降は減少してきた。一例として、横浜駅西口では帷子川沿いに10軒程度のおでん屋が軒を連ねる「おでん屋台」が名物だったが、2016年1月末で消滅した。同様に、高知市でもかつては屋台が立ち並んでいたが、2024年3月をもって実店舗へ転換するか、廃業させられた。一方、屋台条例が制定されている福岡市では、多くの屋台が今なお営業を続けており、おでんを扱う屋台も数多く存在する。他都市においても、祭りなどの際に出店としておでんを売る屋台がある。
店先
駄菓子店や食堂などの店先におでんの大鍋を置き、七輪やストーブなどで日がなグツグツ煮込んでいる素朴な風景も方々で見られたが、1980年代以降は廃れた。静岡市にはこの形態を残したまま営業する店もある。一方、居酒屋においては冬のメニューとして定番である。
コンビニエンスストア
上述の店先での煮込み風景は、コンビニエンスストアのレジ脇での煮込みとして行われている。
1979年にセブン-イレブンがおでんの取り扱いを開始 した。これは一般にも好評で、日本全国のコンビニに広く普及し、セブン-イレブンでは年間2億7700万個のおでん種が販売されるという（2011年度）。かつては冬期など一部期間のみの取り扱いであったが、消費多角化への対応から、一年中コンビニでおでんを取り扱う傾向が強まっている。販売促進活動が8月中盤以降から徐々に行われ、10月から11月にかけて販売のピークを迎える傾向となっている。コンビニのおでんつゆは、関東風よりも関西風の味付けが主流である。これは、関西風は関東風に比べてつゆの色が薄く客が選ぶ際に具材をよく見ることができ、匂いも控えめで店内に広がらないからだという。
スーパー、食料品店 ほか
缶詰として天狗缶詰などが「おでん缶」を製造しており、店舗や自動販売機で売られている。包装技術の改良によって、1990年代より、煮込み済みのおでん種をつゆごと透明なラミネートフィルムの袋を用いてレトルトパックにした商品も多く売られるようになった。また変わり種として、冷たくして食べることを前提に汁をゼリー状にした「冷やしおでん」が夏向けの商品として、鈴廣かまぼこや天狗缶詰から発売されている。類似の商品はデパートなどのデリカテッセンでも製造販売される例がある。

## 代表的なおでん種

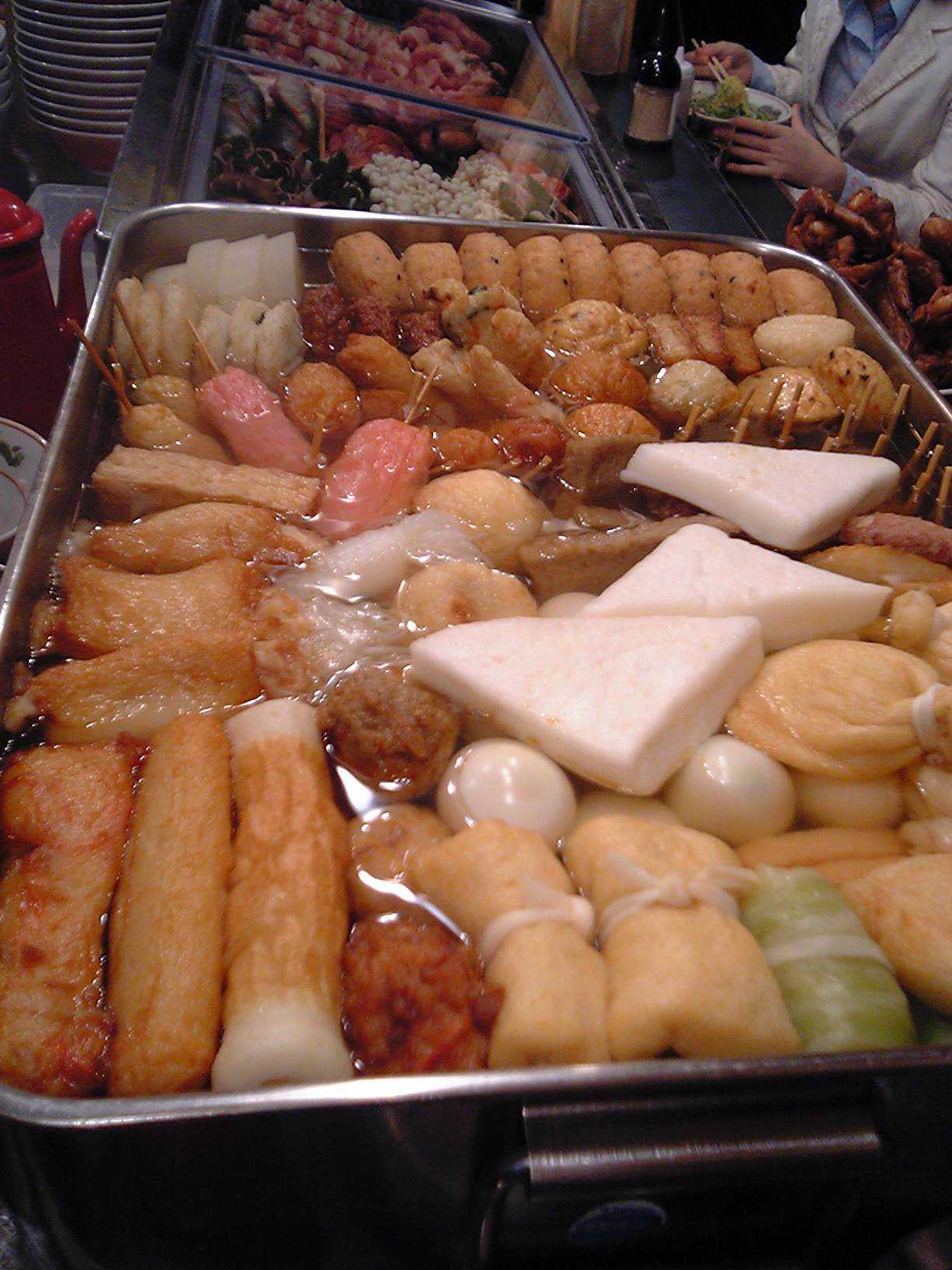
おでん鍋。様々なおでん種が見える。

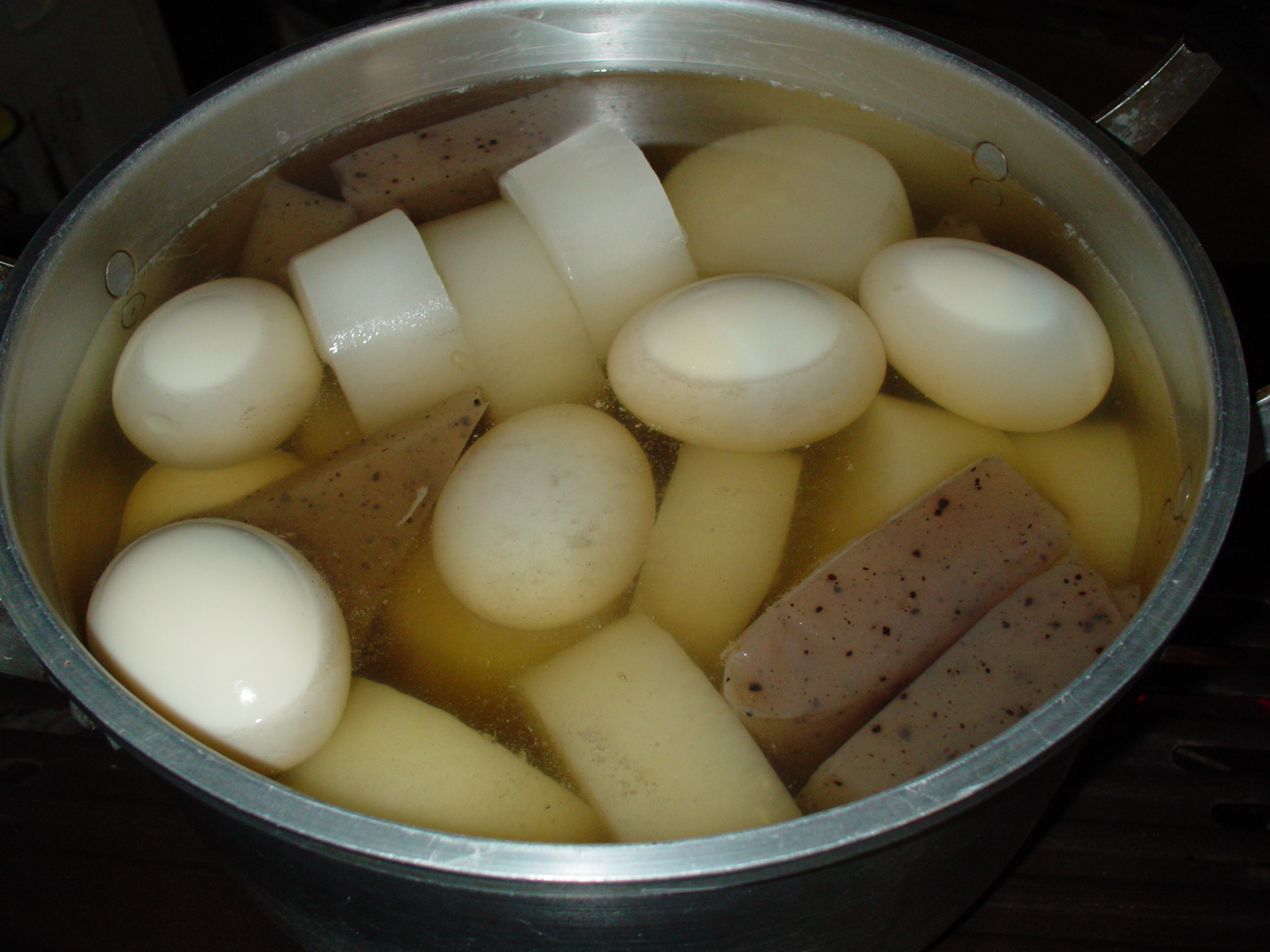
下拵え・調理の様子

地方により使用される種の特色があるが、紀文の「家庭の鍋料理調査：好きなおでんベスト10全国版」では、大根、たまご、ちくわ、こんにゃく、はんぺん、厚揚げ、さつま揚げ、餅入り巾着、ごぼう巻、じゃがいもの順となっている。

### ほぼ全国共通で用いられるおでん種
- 大根 - 厚切りにして皮を剥いたもの。柔らかくするために別に下茹でをしてから使う。「おでんの王様」とよばれる。
- ゆで卵 - 鶏卵やウズラの卵。先に茹でて殻をむいてから用いる。
- 昆布 - 水で戻し、結んで種とする。家庭では出汁を取った後の物を活用する場合もある。
- こんにゃく - 黒・白の板状に加え、ひねったものや青海苔・ごま・柚子・一味などの団子状の物もある。突きコンニャクを用いる場合もある。先に茹でて臭みを抜いてから使う。
- しらたき - 結んで食べやすい形にする。
- ちくわ - 九州などでは種類が異なる。
- 厚揚げ、生揚げ - 先に熱湯で油抜きをしてから調理する。
- がんもどき - 「がんも」とも略される。
- 巾着 - 油揚げの中に餅等の材料を入れ、かんぴょう等で口を縛った物。「ふくろ」とも略される。

### 地域、店舗、好みによって使用されるおでん種
- はんぺん - 白身魚のすり身に山芋を加えて蒸したもの。関東地方では正方形の白はんぺんが一般的だが、地域によって素材や形状は異る。
- スジ - スジ肉をぶつ切りにし、素茹でして柔らかくしたものを串に刺したもの。牛のスジ肉が主であるが、中部地方の一部などでは豚を用いることもある。西日本が多い。
- ニンジン - 洋風おでんの具としてポトフのように大きく切った物が使われる場合もある。
- ワカメ - 生ワカメや灰干しワカメなどを洗ったものを、おでん出汁とともに軽く煮て供す。
- 里芋、海老芋 - ヌメリが出ないように別茹でして水晒ししたのち出汁に漬け、別鍋で温めて供す。
- じゃがいも - 皮を剥いて、丸ごと、または一口大に切る。煮崩れしにくいメイクイーンなどが多い。
- 銀杏 - 加熱して薄皮まで剥いたものを4 - 5粒程度を爪楊枝に刺して種とする。
- 筍 - 地方により様々な筍を用いる。
- ロールキャベツ - 中の具には鶏肉や豚肉などのミンチを使う。縛るために古くは経木や竹の皮を使ったが、現在では[いつ?]食べられるカンピョウやシラタキなどを使うことが多い。
- キノコ - 椎茸、舞茸、ブナシメジ、エリンギなど多種にわたる。
- 豆腐 - 主に焼き豆腐が用いられる。「しろもの」「おかべ」とも呼ばれる。
- 高野豆腐 - 凍み豆腐とも呼ばれる。水戻し後にかたく絞り煮込んで使う。
- かまぼこ - 中国地方など。
- 信太巻 - 野菜などを油揚げやゆばで包む。信田巻とも。
- 厚焼き - 焼きかまぼこの一種で、原料に玉子が含まれる。
- 巻貝類 - ツブ貝やバイ貝などの非可食部を取り除き下茹でしたものを串に刺して用いられる。
- タコ - 主に足の部分を用いるが、おでん種としては、小さいイイダコが丸々串に刺さっている場合もある。
- ソーセージ - 洋風おでんとして扱っている店もある。沖縄ではホットドッグ用のフランクフルトも一般的。
- 鶏肉 - 手羽先や手羽元など骨付きの部位が用いられることがある。
- トマト - 主に1つ丸ごと使う。おでん専門店などで見かけることがある。
- うどん - 2010年からファミリーマートで、後にローソンでもおでんとして扱われるようになった。
- 揚げかまぼこ - 地域により名称は様々。北海道では物により「天ぷら」「練物」、関東以北では「練物」、西日本では「揚物」「天ぷら」、沖縄では「ちきあぎ」と呼ばれる場合が多い。先に湯通しをして油を切ってから用いられる。
  - 薩摩揚げ
  - つみれ - 魚のすり身に鶏卵や澱粉などを加えた団子状の練り物。
  - つくね - 鶏肉などのミンチに鶏卵や澱粉などを加えた団子状の練り物。
  - 平天 - 角型、丸型の平たい物。特に長方形の物は長天とも呼ばれる。
  - 丸天（ボール天） - 主に関西地方で使われる。
  - 野菜天 - 細かく切った人参やごぼう、えんどう豆、玉ねぎなどが用いられ、単品具材の物や混ぜた物がある。平天タイプと不定形のちぎり天がある。
  - れんこん天 - 上記の野菜天の一種。スライスしたれんこんを使う。
  - ゴボウ巻き（ゴボ天） - ゴボウが芯として入った棒状のさつま揚げ。
  - じゃこ天 - 愛媛ではホタルジャコ、他の地方では雑多な小魚のすり身で作った長方形状の練り物。
  - イカ巻き - イカが芯として入った棒状のさつま揚げ。
  - エビ巻き - 胴の殻を剥いた海老が芯として入った棒状のさつま揚げ。頭付きと頭なしがある。
  - ウィンナー巻き - ウィンナーソーセージが芯として入った棒状のさつま揚げ。
  - 玉子巻き（ばくだん） - 鶏卵やウズラの卵を巻き込んださつま揚げ。
  - 真薯揚げ（しんじょあげ・しんじょうあげ） - 海老のすり身に卵白と山芋を混ぜて揚げたもの。同様に、海老の代わりにイカ、蟹、帆立などを用いたものもある。
  - シューマイ巻き - 焼売を白身魚のすり身で包んであげたもの。
  - 餃子巻き - 餃子が芯として入った棒状のさつま揚げ。関東、東北に登場し、遠く離れて福岡でも見られるおでん種。発祥は東京の蒲鉾屋の蒲一とも愛川屋とも言われている[誰によって?]。
- 焼売

## 出汁と煮汁
鍋に水と爪昆布などの材料を入れて火にかけ、煮詰めてからこしたものをおでんだしという。このおでんだしに、酒、みりん、醤油、塩などを加えたものが、おでんの煮汁となる。
一般に関東では濃口醤油を用い、昆布とかつお節で出汁をとり、味醂と酒で味を調える。一方、関西では薄口しょうゆを用い、昆布とかつお節で出汁をとり、塩で味を調える。
つゆを日本酒で割り七味唐辛子を好みで加える「出汁割り」は東京都北区赤羽のおでん屋「丸健水産」で有名になったつゆの賞味の仕方ともされる。

## 薬味

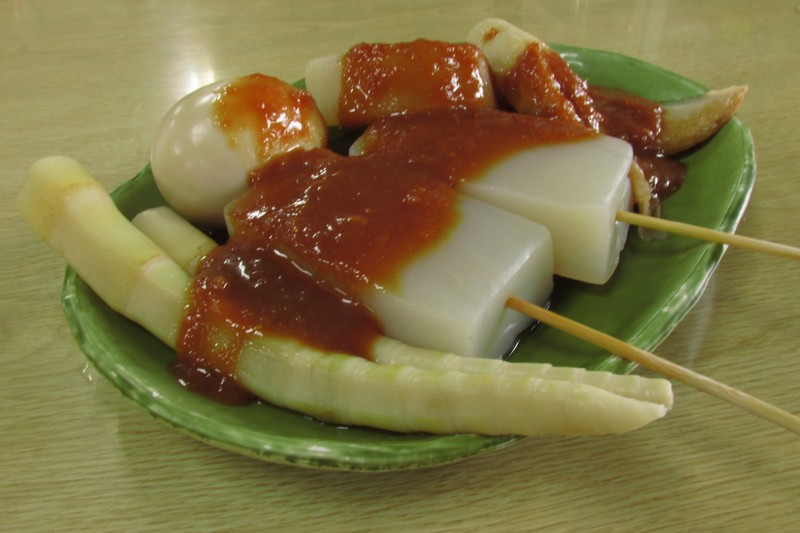
北海道のおでん。白こんにゃく、根曲がり竹に味噌だれをかける

味噌田楽の名残からか、味噌を付けるものも多く、愛知県の豆味噌だれ、香川県のからし味噌だれ、愛媛県のみがらし味噌などがある。
静岡おでんの場合、青のりやだし粉をかけて食べる習慣がみられる。

## ご当地おでん

### 青森県青森市
青森市を中心に津軽地方では、ツブ貝、根曲がり竹、大角天（薩摩揚げの一種、薄くて大きい四角い形が特徴）などの青森独特の種に、ショウガ味噌ダレをかけて食べる。2005年には「青森おでんの会」が発足し、B-1グランプリへ出展した。なお青森おでんの会は、10月10日を「おでんの日」としている。

### 関東
浅草は、おでんの聖地とも言われている。

### 静岡県

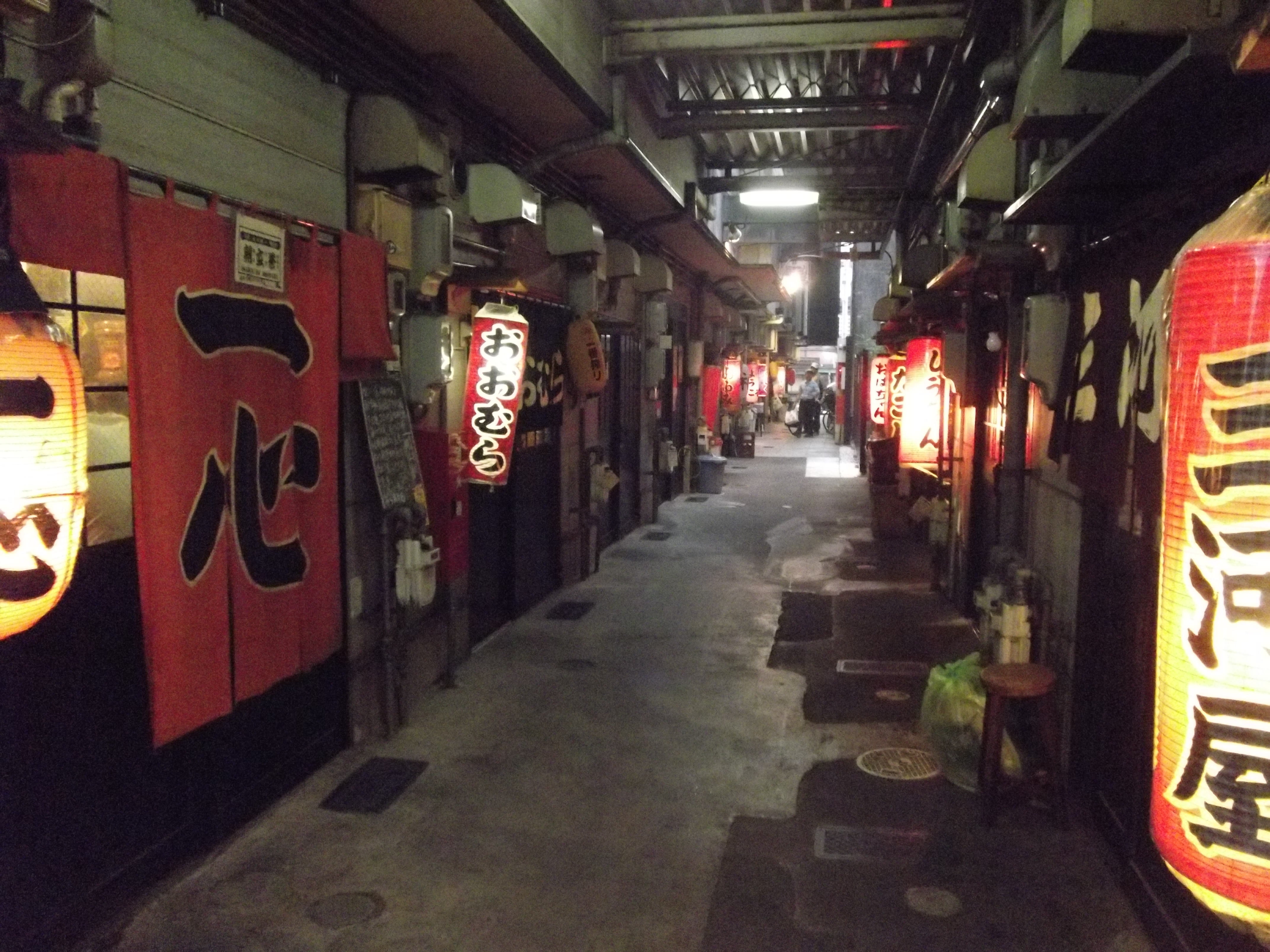
静岡おでん横丁。2014年9月撮影。

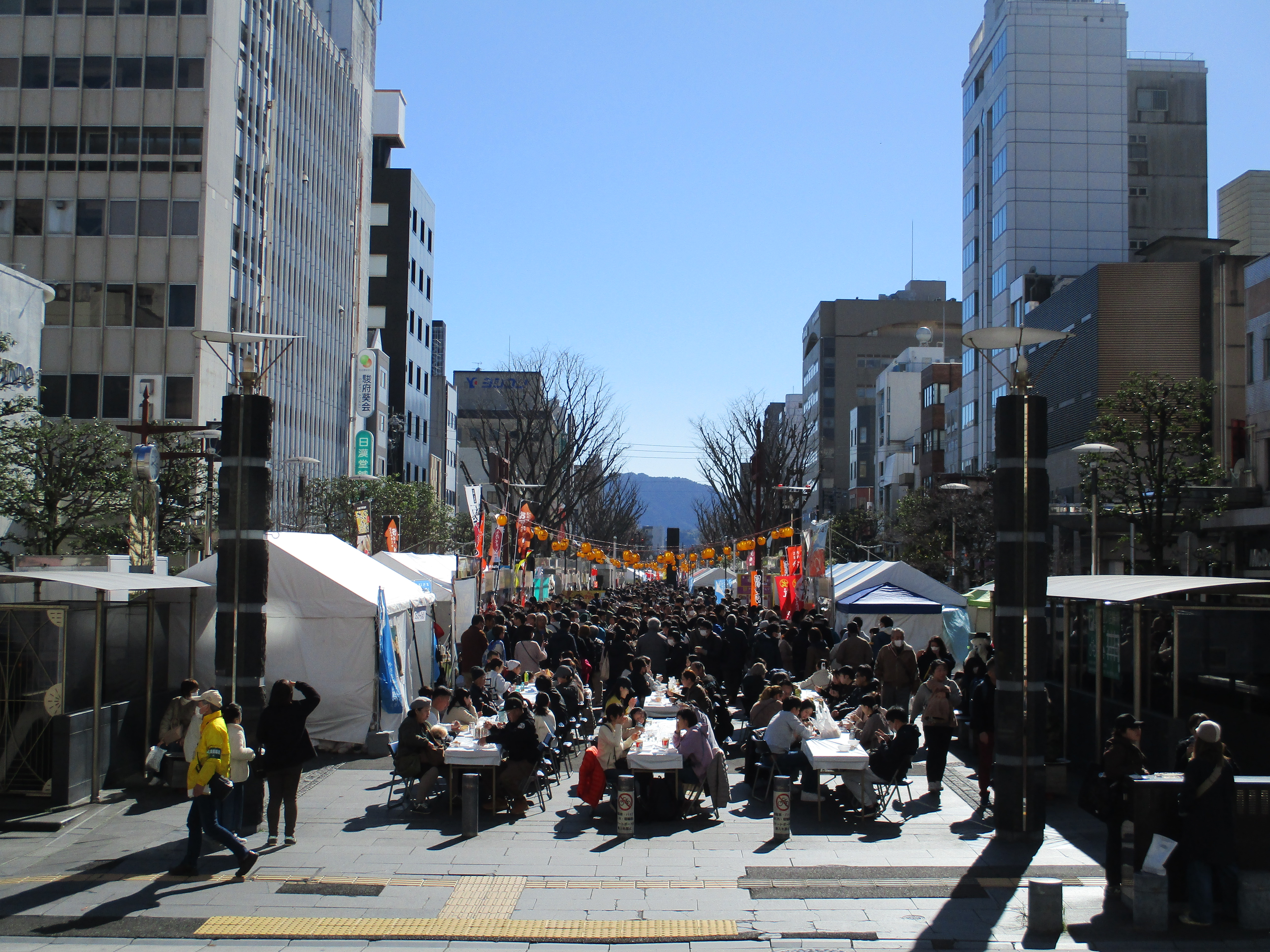
静岡おでん祭2024（2024年3月2日）

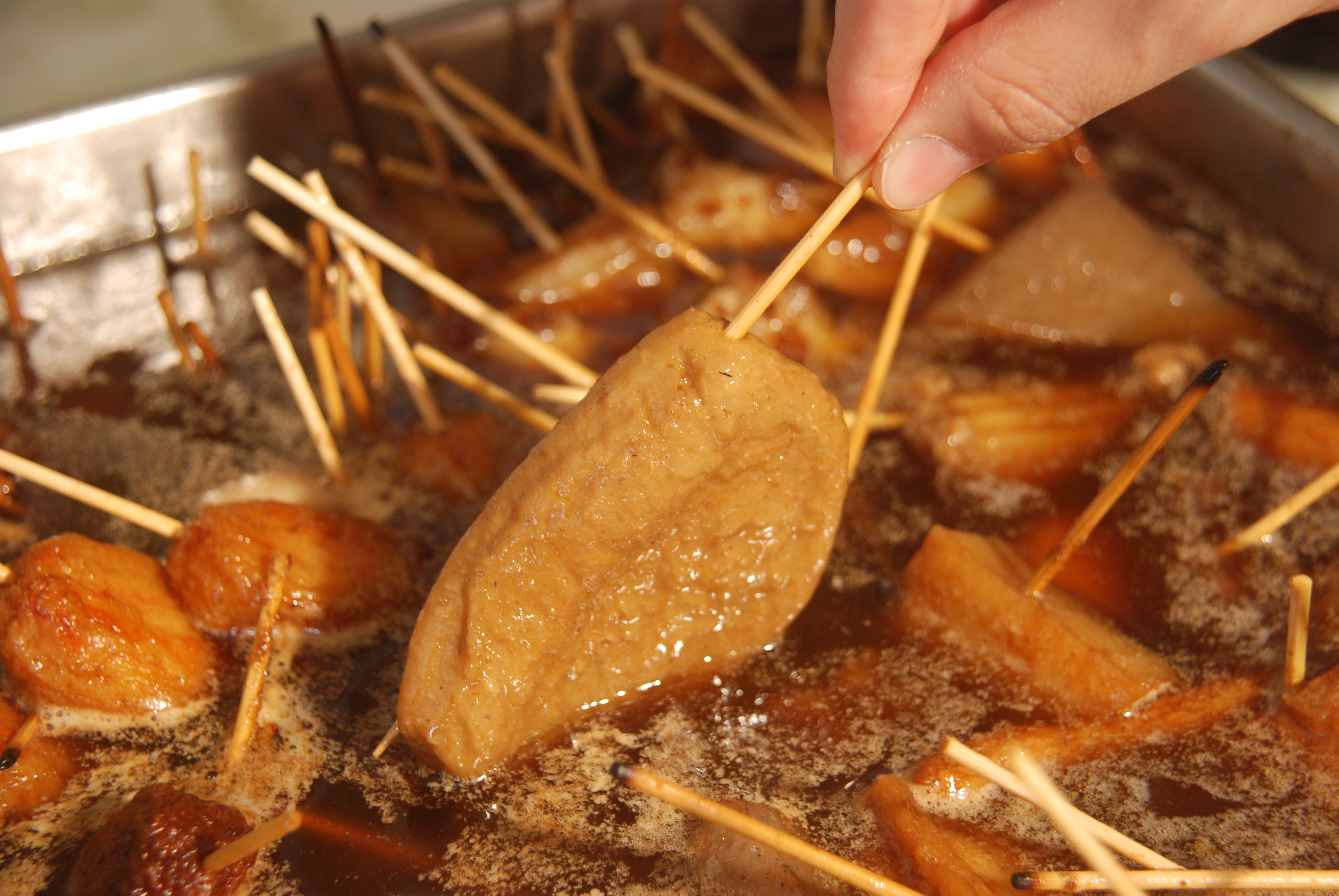
静岡おでんの黒はんぺん

静岡市のおでんは牛すじ、あるいは鶏ガラや豚もつなど肉系の出汁に濃口醤油を使った、黒い煮汁が特徴である。近接の焼津市などでは鰹節などを加えることもある。おでん店などでは長年継ぎ足し、底が全く見えないほど真っ黒な汁のところも多い。人気種である「はんぺん」は焼津を中心に静岡県内各地で作られている黒はんぺんである。すべての種に竹串を刺し、「だし粉」と呼ばれるイワシの削り節や鰹節、青海苔をかけて食べることが多い。これは「静岡おでん」と呼ばれ、発音は静岡市周辺での「静岡」の読み方にならって「しぞーかおでん」である。この呼び方をセールスポイントにしている店や書籍も多数存在している。佐藤浩市が出演した「キリン一番搾り」キリンビールのテレビコマーシャルで取り上げられたことから全国的に注目され、一種のブームにつながった。2007年には「静岡おでんの会」という団体が「B-1グランプリ」に静岡おでんを出展し、3位となった。
静岡市葵区にはおでん店が軒を連ねる「青葉おでん街」、「青葉横丁」という二つの飲食店街があり、各店舗で味や具材を工夫している。かつては多くの駄菓子屋でもおでんを販売していたが、令和の現在は駄菓子の小売り店という正しい意味での駄菓子屋で販売している店舗は極僅かしか存在しておらず、居酒屋系・駄菓子屋系と分類して紹介される場合、居酒屋以外の軽食店なども含めたおでんを販売する個人店を駄菓子屋系と扱う場合が多い。「静岡おでん」は季節を問わず食されており、例えば夏場のプールなどでも販売され、店によっては冬場より売り上げが多いところもあるという。このように静岡市周辺においてはおやつ、酒の肴、おかずとして幅広く食されている。
また年に一度、「静岡おでん祭」（2010年に「静岡おでんフェスタ」から「静岡おでんフェア」に改称、2019年から現名称）が開催されており、人気投票が開催されるなど盛り上がりを見せている。最近では日本各地のおでんや、韓国、台湾などのおでん等も紹介している等、イベントで楽しめるおでんの幅が広がりつつある。
さらに最近では静岡県内のみならず、東京都内やバンコクでも静岡おでんが味わえる店が開店するなど、静岡おでんが食べられる地域も広がりつつある。
「静岡おでん」は旧清水市内を含む静岡市とその周辺で主に食されていたものであり、文化圏外である県東部・伊豆や遠州などでの知名度や認知度は低かったが、先述のテレビコマーシャルなどにより全国的な知名度上昇により知られ始めた。
なお遠州では愛知県などと同様に通常のおでんそのものがおでんとは呼ばれず関東煮（かんとに）と呼ばれ、おでんといった場合は味噌おでんや味噌田楽を指す。詳細は#東海を参照。

### 大阪府東大阪市
関西で定番の牛すじやタコなどの具材を使用せず、じゃがいもや練り物などを関東風の味付けで煮込んだ「石切のおでん」がある。100年以上の歴史を持ち、2024年度には文化庁の「100年フード」に認定された。石切劔箭(つるぎや)神社の参道商店街で味わえる。

### 兵庫県姫路市

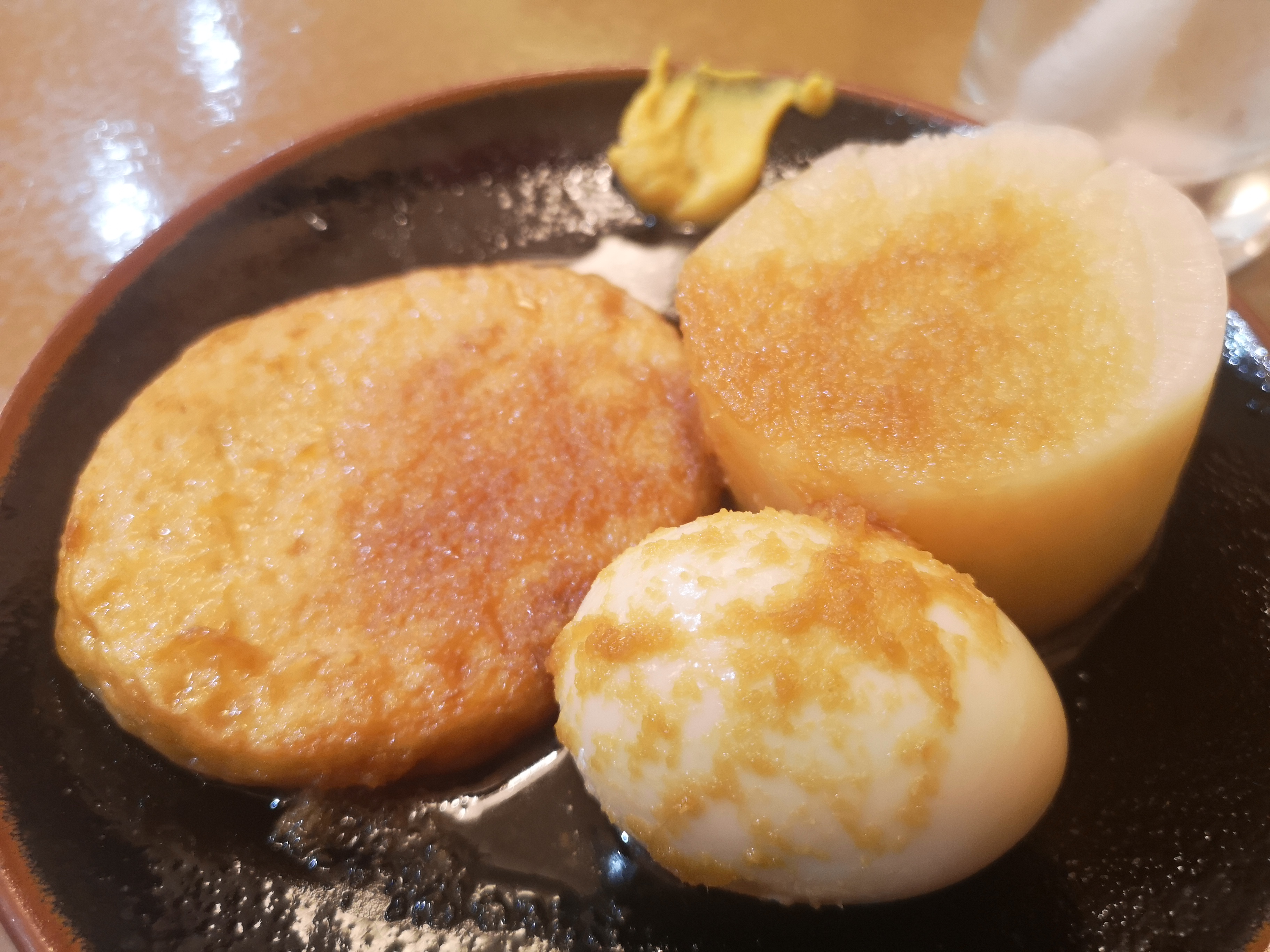
姫路おでん

姫路市では姫路特有の姫路おでんと呼ばれるおでんが有名である。姫路ではおでんをしょうが醤油（生姜醤油）につけて食べる。これが姫路おでんの最大の特徴である。これは姫路周辺が有数の醤油の産地であったことから、これがおでんに生姜醤油を用いるという食習慣につながったのではないかと考えられている。なお、姫路おでんには濃く甘い味付けの関東煮と呼ばれるタイプのおでんと薄味のおでんの2種類存在するが、どちらも姫路おでんと呼ばれる。姫路市内で営業している1946年（昭和21年）創業の澤田店（さわだみせ）という老舗おでん屋では、生姜醤油の他、とんかつソースとウースターソースをブレンドした特製ソースで食べることもできる。

### 島根県松江市
松江おでん（まつえおでん）は島根県松江市のローカルフード。おでん種が大きいことと、セリや春菊といった葉物がおでん種に使用されるのが特徴である。
不昧こと出雲松江藩10代藩主松平治郷が当時、京都で流行していた今出川豆腐（豆腐を醤油で煮込んだ料理）を松江に持ち帰ったことから庶民に広まったのではないかと推測されている。
松江市内にはおでん屋も多く、1年を通じて食されている。
| 都道府県 | |
| -------- | --- |
| 北海道   | - 特徴的なおでん種 - タチ（タラの白子） - マフラー（長方形の薩摩揚げ） - タケノコ - 根曲がり竹 - ゼンマイ - フキ - ワラビ - 地域別のおでん - 室蘭風おでん - ホタテやツブ貝などの魚介類を昆布がベースの出汁で煮込み、味噌だれで食べる。 |
| 青森県   | - 特徴的なおでん種 - アワビ - ツブ貝 - ホタテ - ベビーホタテ - 大角天（長方形の薩摩揚げ） - 地域別のおでん - 青森風おでん - ツブ貝、ネマガリダケ、練り物の大角天などが入ったおでんで、しょうがみそだれをかけて食べる。生姜味噌おでんともいう。 |
| 岩手県   | - 特徴的なおでん種 - つぶ貝 - さんま団子 |
| 宮城県   | - 特徴的なおでん種 - さんま団子 - 地域別のおでん - 仙台風おでん - 焼干しと昆布でとった出汁で煮込む。 |
| 秋田県   | - 特徴的なおでん種 - ゼンマイ - におさく（エゾニュウ） |
| 福島県   | - 特徴的なおでん種 - 馬すじ（馬肉） |
| 群馬県   | - 地域別のおでん - こんにゃく味噌おでん |
| 埼玉県   | - 地域別のおでん - こんにゃくのみそおでん |
| 東京都   | - 特徴的なおでん種 - つぶ貝 - ねぎま - 高野豆腐 - ちくわぶ |
| 神奈川県 | - 地域別のおでん - 小田原おでん - かつお昆布だしと、とり昆布だしがあり、辛子ではなく梅味噌を用いる。 |
| 新潟県   | - 地域別のおでん - 新潟雪国おでん |
| 富山県   | - 特徴的なおでん種 - とろろ昆布 - 赤巻きかまぼこ - 昆布かまぼこ - 地域別のおでん - 富山おでん（富山風おでん） - 塩と昆布、かつお節でとった出汁で煮込み、白とろろ昆布や練りからしを添えて食べる。 |
| 石川県   | - 特徴的なおでん種 - 海老巻 - 地域別のおでん - 金沢おでん（金沢風おでん） - あっさりとした出汁で、赤巻き、バイ貝、車麩などを煮込んだおでん。加賀野菜の源助だいこんを使用することが多い。 |
| 福井県   | - 特徴的なおでん種 - 厚揚げ（油揚げ） - 一般的な厚揚げよりも厚く重量のあるもの。 - 糸こんにゃく（白） - 地域別のおでん - 小浜鯖おでん - 福井県立大学が開発した「鯖しょうゆ」などを用いる。 |
| 長野県   | - 特徴的なおでん種 - 馬すじ（馬肉） - 地域別のおでん - 飯田風おでん - 醤油のだし汁のおでんでネギだれを付けて食べる。 |
| 岐阜県   | - 特徴的なおでん種 - ゆば - ラーメン |
| 静岡県   | - 特徴的なおでん種 - かつおの心臓（かつおのへそ） - 黒はんぺん - 地域別のおでん - 静岡風おでん - 濃口醤油に牛すじ肉で取った黒いつゆが特徴で、種物は竹串に刺し、イワシの削り節や鰹節、青のりなどからなる「だし粉」をかけて食べる。 |
| 愛知県   | - 特徴的なおでん種 - 赤棒 - 赤はんぺんとも呼ばれる。名古屋市の名産。ピンク色の棒状のさつま揚げ。 - 地域別のおでん - 名古屋風おでん - かつおだしに八丁味噌を加えたものに、すじ肉や里芋などのおでん種を入れて煮込んだもの。本来は土鍋の真ん中に味噌壺を置いて湯煎し、土鍋で煮込んだ具材を竹串に刺して壺の中の味噌を付けて食べるものという。 - 西尾おでん - 豆味噌ベースの赤おでんと白しょうゆベースの白おでんがある。 |
| 三重県   | - 特徴的なおでん種 - はまぐり |
| 滋賀県   | - 特徴的なおでん種 - 赤こんにゃく |
| 京都府   | - 特徴的なおでん種 - たこ（足） - えび芋 - 地域別のおでん - 京都風おでん - さば節や昆布のだし汁のおでん。聖護院大根やえびいもなどを入れることもある。 - 舞鶴おでん - 伝統野菜の佐波賀だいこんなどが入る。 |
| 大阪府   | - 特徴的なおでん種 - たこ（足） - シュンギク - 地域別のおでん - 大阪風おでん - 元来はクジラのコロやさえずりを使用していたが、牛すじやタコなどに置き換わっている。 |
| 兵庫県   | - 特徴的なおでん種 - たこ（足） - うずら巻 - 地域別のおでん - 姫路おでん - 辛子ではなく生姜醤油を付けるおでん。「姫路おでん」は2011年（平成23年）に地域団体商標となった。 |
| 奈良県   | - 特徴的なおでん種 - たこ（足） - うどん |
| 和歌山県 | - 特徴的なおでん種 - ほねく - タチウオをすり身にして揚げた練り物 |
| 鳥取県   | - 特徴的なおでん種 - 豆腐ちくわ - 豆腐に魚のすり身を加えて混ぜ、蒸すか焼いたもの。 - 地域別のおでん - 赤碕牛骨おでん |
| 島根県   | - 特徴的なおでん種 - 野焼き - トビウオ（アゴ）などのすり身を棒に巻き付けて焼いたもの - 地域別のおでん - 松江おでん - 黒田セリやシュンギクなどの葉物野菜を特徴とするおでん。 |
| 岡山県   | - 特徴的なおでん種 - タコの足 - 地域別のおでん - 玉島おでん - 「カステラ」と呼ばれる水産練り製品が入る。 |
| 広島県   | - 特徴的なおでん種 - ワラビ - サザエ - 地域別のおでん - 広島ソースおでん |
| 山口県   | - 地域別のおでん - 長州おでん |
| 香川県   | - 特徴的なおでん種 - 白天（白てんぷら）。 |
| 愛媛県   | - 特徴的なおでん種 - じゃこ天 - ホタルジャコなどのすり身を揚げたもの。 |
| 高知県   | - 特徴的なおでん種 - ピンク色で桜の形をした「うずら巻」 - 地域別のおでん - 高知風おでん - 昆布、鰹節、鶏ガラで取った出汁を使用し、じゃこ天や牛すじなどが入ったおでん。 |
| 福岡県   | - 地域別のおでん - 博多風おでん - 鶏から取った出汁で餃子巻が入るおでん。 - 行橋おでん（味噌だれおでん） - おでん種を豚骨スープで煮込み、八丁味噌ベースの味噌だれをかけたもの。 |
| 長崎県   | - 特徴的なおでん種 - ゆで卵が入った練り物の「竜眼（りゅうがん）」。 - 地域別のおでん - 長崎おでん（長崎風おでん） - 焼あご（トビウオ）から取った出汁を使ったおでん。 |
| 熊本県   | - 特徴的なおでん種 - 馬すじ（馬肉）。 - 天草地方名産の燻製かまぼこが入ることがある。 - かまぼこでゆで玉子を巻いた「旭巻」が入ることがある。 - 八代市では全焼ちくわの一種である日奈久ちくわがが入ることがある。 - 肥後野菜の一種の水前寺もやしが入ることがある。 |
| 宮崎県   | - 特徴的なおでん種 - なんこつ（豚） - みそ味やナンプラー味のスペアリブ（豚） - 地域別のおでん - 都城市では大きい巾着に鶏ひき肉、キャベツ、餅などを詰めて提供する店がある。 |
| 鹿児島県 | - 特徴的なおでん種 - なんこつ（豚） - つけあげ（薩摩揚げ） - みそ味やナンプラー味のスペアリブ（豚） - 地域別のおでん - 鹿児島市の名物に、鶏がらベースの出汁に麦味噌を中心とする合わせ味噌、ザラメ、焼酎などを加えて煮込んだ味噌おでんがある。 |
| 沖縄県   | - 特徴的なおでん種 - チンゲンサイ - シュンギク - 地域別のおでん - 沖縄風おでん - 豚足（てびち）やソーキ（豚のあばに肉）、昆布、チンゲンサイやコマツナなどの葉物野菜が入るのが特徴。 |

## 日本国外のおでん
日本独自の食べ物であるが、日本統治時代に台湾や朝鮮半島に広まった。
中華圏では、「黑輪」（主に台湾。台湾語で発音すれば「オーレン」。）、「熬点」（主に中国大陸/「Aódiǎn」と発音し、煮込んだ（熬）点心（点）の意。）、「關東煮」（中華圏全体）などの表記で広く売られており、日系コンビニチェーンなどを中心に、日本風（日式）をアピールするために「関東煮」と新字体の表記も確認できる。中華圏のコンビニエンスストアや屋台では、串に刺し、使い捨てのコップに入れ、箸を使わずに食べるスタイルで売られていることが多い。
韓国でも戦前の日本で一般的であった串おでんの形式が継承されているが、具材は練り物中心となり、「オデン」という言葉自体が魚肉練り製品を意味する単語として定着している。薄い揚げかまぼこを折り畳んで串に刺すスタイルが代表的である。
タイと台湾の日系コンビニエンスストアでもほぼ日本と同じスタイルでおでんが多く売られている。

## 作中での描写
赤塚不二夫『おそ松くん』のキャラクターであるチビ太の携える3つの具材を串に刺したおでんは、心に残る漫画内の料理の極めつけなどと評され、サークルK（およびサークルKサンクス）では1993年以降2016年現在まで、一部の具材を変更しつつ「チビ太のおでん」を断続的に販売している。赤塚によると、このおでんの具材はこんにゃく（バリエーションとしてタコの足）・がんもどき・なるとであり、味付けは関西風であるという。